# Michel Clouscard
Michel Clouscard (Montpinier, 6 agosto 1928 – Gaillac, 21 febbraio 2009) è stato un filosofo, sociologo e antropologo francese.
Vicino al Partito Comunista Francese, è particolarmente noto per le sue critiche al liberalismo libertario come fase attuale del capitalismo.
Oppositore del capitalismo, demarcato dallo stalinismo, critico dell'evoluzione delle idee di progresso di fronte alle mutazioni liberali di XX Novecento secolo, la sua opera è legata al pensiero di Rousseau, Hegel e Marx, di cui mostra i legami e l'unità. Sviluppando una ricerca filosofica attorno all'idea di contratto sociale, Michel Clouscard ha postulato che «il principio costitutivo di ogni società è il legame tra produzione e consumo».
Il suo contributo mirava a fornire una base concettuale per pensare a una filosofia politica democratica e autogestita che consentisse il superamento della gestione della ricchezza, delle nazioni e dell'educazione politica dei cittadini da parte della classe capitalista.

## Biografia
Michel Clouscard è stato un grande atleta: fu selezionato per le Olimpiadi estive del 1948 nella gara dei 200 metri.
Michel Clouscard è stato supervisore e insegnante di francese dal 1965 al 1975 al Lycée Jacques-Decour di Parigi.
I suoi studi universitari in lettere e filosofia si concludono con L'Être et le Code, tesi discussa nel 1972 e pubblicata senza riscontro di pubblico in Belgio da Éditions Mouton. Henri Lefebvre dirige il suo lavoro e si affianca a lui in seguito. Jean-Paul Sartre non ha fatto parte della giuria ma ha fatto leggere una lettera durante la discussione . Nonostante le aspre critiche espresse da Clouscard nei confronti del fenomenologo Husserl, poi contro se stesso, Sartre affermava in questa lettera che "La [sua] stessa ambizione rende il libro utile. Non è altro che impostare la storia nella forma di una totalizzazione genetica. L'autore vuole ripristinare il processo di produzione di un tutto pre-capitalista". Questo lavoro darà vita ad una vita di ricerca e scrittura per sviluppare la sua opera, estendendola allo studio della società francese dal 1945 ai giorni nostri.
È stato professore di sociologia all'Università di Poitiers dal 1975 al 1990 dove fu influenzato dal collega Jacques D'Hondt, specialista in studi su Hegel.
Si ritirò a Gaillac (Tarn) per completare il suo lavoro.
Morì la notte 21 febbraio 2009, nella propria casa, in conseguenza al morbo di Parkinson. Nel febbraio 2008 era stato nominato presidente onorario dell'associazione che porta il suo nome.

## Dall'essere e il codiceallemetamorfosi della lotta di classe

### Costituzione delle sue tesi
Dall'inizio degli anni '70, Michel Clouscard sviluppa una critica al liberalismo libertario. Studia il cambiamento nella struttura socio-economica in Europa dal 1945 e sviluppa una concettualizzazione della nuova economia politica capitalista.
Secondo lui, ai tempi di Karl Marx, l'industria non aveva raggiunto lo stadio dell'industria leggera che permette di produrre il gadget, l'oggetto libidico e fa dello studio della frivolezza un dato imprescindibile per l'analisi della produzione contemporanea. Con la comparsa del modo di produzione di massa, un cambiamento qualitativo negli oggetti e nelle poste in gioco della produzione richiede un ulteriore sviluppo della critica all'economia politica di Karl Marx . E quindi, per comprendere il passaggio ideologico nella società capitalista da una dottrina morale repressiva a una dottrina morale permissiva. È il passaggio dall'austerità imposta a tutti sotto il fascismo tradizionale repressivo all'austerità scissa del periodo post-maggio 68 dove i modelli culturali sono cambiati: la permissività come merce di scambio per mascherare l'oppressione economica della classe operaia come "nuova compagnia" da gustare senza impedimenti. Le conseguenze ideologiche e le contraddizioni legate a questo modello preparano una nuova repressione fascista delle contraddizioni, ma come ha sottolineato anche Pier Paolo Pasolini da un neofascismo del "fascisti dai capelli lunghi".
Clouscard comprende quindi l'evoluzione sociale in un insieme storico in divenire. Collega l'evoluzione permissiva della moralità sociale alle esigenze di un nuovo accordo mercantile nel capitalismo: la necessità di creare nuovi mercati e di continuare l'oppressione economica della classe operaia. Determina la funzione economica e mercantile della promozione di nuovi modelli culturali nell'ideologia pubblicitaria per salvare il capitalismo in crisi.
L'emancipazione trasgressiva e libertaria qui non viene criticata a partire dal punto di vista dell'individuo o della società civile come monade intoccabile, ma come parte di un corpo sociale. Nella logica di una filosofia politica dello Stato, l'incitamento a rovesciare il "ordine stabilito" dalla cultura ( maoismo ) e dal"immaginazione al potere" del maggio 68, senza modificare le fondamenta della società, ha consentito la creazione di nuovi mercati. Cioè, il consumo "sfrenato" di beni o servizi prodotti attraverso la continua oppressione della classe operaia. Secondo gli ideologi borghesi, il "godimento gratuito“ condurrebbe alla libertà individuale dei lavoratori ”giocando", nonostante l'alienazione dei frutti della propria forza lavoro (l'estorsione del plusvalore ). Una retorica di diversione, secondo questo autore, che mette in luce una strategia per gestire le contraddizioni sociali.

## Le metamorfosi della lotta di classee la critica al liberalismo libertario

### Dalla licenziosità dell'Ancien Régime alla critica dell'emancipazione trasgressiva del "liberalismo libertario".
L'Être et le Code è quindi la base concettuale di riferimento per il suo successivo studio della società francese. Comprendere la codificazione del corpo sociale secondo il rapporto essere-codice e attraverso la dialettica del frivolo e del serio fornisce la chiave per liberare la storia della Francia prima del 1789 da una celebrazione unilaterale dei soli aspetti progressivi dell'Illuminismo (lotta per razionalizzazione). Al contrario, l'esame delle caute e misurate concezioni politiche degli Enciclopedisti nei confronti dell'Ancien Régime fornisce un esempio del posizionamento ideologico e della loro epistemologia, in particolare antropologica. Il materialismo positivista, il naturalismo è certamente in opposizione all'ideologia assolutista che è la teocrazia del diritto divino, ma una figura come Voltaire mostra il vero orizzonte delle élite intellettuali della borghesia. Infatti, alla vigilia della Rivoluzione, la borghesia del denaro e della cultura riuscì a condividere la stessa cultura "libertina" con la nobiltà.
Per Clouscard, le élite illuministiche portano certamente l'industrializzazione e la razionalizzazione che saranno una delle basi ideologiche della fine dell'egemonia politica della nobiltà e del clero. Ma senza un vero discorso critico sul modo di produzione della ricchezza e sulle questioni sociali. Il retroterra politico della squadra di Diderot è una monarchia costituzionale, cioè una razionalizzazione democratica e fiscale della gestione dei rapporti di dominio. Per questo Rousseau è isolato: Dal Contratto Sociale si afferma chiaramente la Repubblica. La presa del potere da parte del terzo stato sotto il dominio della borghesia è tanto il culmine della strategia di integrazione e condivisione del potere quanto il culmine di una comprensione ideologica delle classi sociali ascendenti che assumeranno la gestione della società. Genesi dell'universalità astratta e ideologica dei diritti umani.

### La critica alla nuova alienazione libertario» sotto il capitalismo
Pertanto, per non rimanere nell'evidente errata interpretazione di una lettura della sua opera ostile al progresso sociale, va precisato che Clouscard si limita ad analizzare come l'evoluzione del modo di produzione capitalistico e la sua sopravvivenza politica dopo il 1945 portino a un nuovo consenso tra libertari, liberali e socialdemocratici che lui chiama "liberalismo libertario". Le contraddizioni sociali (carestia del dopoguerra, industria devastata, recessione, ecc.) avendo portato all'adozione di un nuovo modello di società descritto dall'autore ne Les Métamorphoses de la lutte des classes, lo studio dei costumi è essenziale. i cambiamenti nelle società industrializzate.
Il suo studio sociologico porta Clouscard a relativizzare l'entusiasmo ideologico delle élite della nuova intellighenzia che vogliono identificare l'allentamento della repressione morale dei modelli di società e il trionfo della rivoluzione morbida del capitalismo, capace di dissolvere blocchi e inibizioni (Freudo- Marxismo di Herbert Marcuse). La codificazione ideologica che esalta il nuovo "dissolutezza" del Sessantotto si spiega nel suo lavoro con la progressiva integrazione dei nuovi strati sociali - i nuovi strati medi - nel sistema di gestione tecno-burocratico della nuova gestione socialdemocratica del capitalismo. La connivenza tra l'intellighenzia della sinistra social-democratica e il "nuovo diritto" esprimendo così la dualità della complementarità degli interessi e dei membri della "borghesia finanziaria" e i nuovi ceti medi che si trovano in una situazione tanto ambigua rispetto all'attuale proletariato quanto la borghesia del 1789 con il resto del Terzo Stato. Nella prefazione alla seconda edizione de  L'Être et le Code, scrive in particolare l'autore:
"I libri che saranno dedicati all'attuale società francese mostrano il culmine di questa storia della Francia: il maggio del '68 , la controrivoluzione liberale perfetta, quella della modernità che nasconde il “nuovo reazionario”."

### Dalle lotte sociali in regime di economia di mercato al neofascismo
Così, l'analisi critica del progresso sociale nel corso XX XX secolo non può essere usato come una critica morale all'emancipazione delle donne o dei giovani, ma come un'analisi critica della creazione di nuovi mercati attraverso l'allentamento dei costumi. I poteri ingannevoli del capitalismo (comunicazione pubblicitaria, ecc.) precedono l'individuo che si attacca a modelli di comportamento "emancipato" che "liberano il corpo" senza liberare né l'anima né la forza lavoro degli individui del Lavoratore Collettivo costretti a sfruttarsi per partecipare al sistema dei segni del godimento.
Le lotte sociali sono quindi sfruttate e strumentalizzate dalla forma stessa della società. Aiutata dagli enormi guadagni di produttività che consentono la produzione industriale di sussistenza e beni capitali, l'economia di mercato trova sbocchi commerciali per le richieste sociali, ma in un sistema di disuguaglianza sociale. I più poveri aderiscono come i più ricchi agli stessi modelli culturali, ma mentre la classe operaia è ancora sfruttata per produrre e accede solo a un minimo consumo frivolo – a volte solo dei segni più modesti – il nuovo ceto medio e la borghesia consumano molto di più senza produrre e accedere ad "allineare" nuovi prodotti di lusso: tempo libero, viaggi, prodotti biologici di lusso, stili di vita marginali e alternativi, contestazione moralistica delle relazioni capitaliste, ecc.

### La vita come momento ludico e il management al servizio del capitalismo della seduzione
Il consumo di esperienze ludiche e il management sono il lato populista e demagogico della nuova cultura libertina delle classi dominanti che promette divertimento alla classe operaia e genera un discorso consensuale di diversione per smobilitare la lotta politica dei lavoratori. L'originalità di questa ideologia è certamente costituita dall'abbandono delle grandi e problematiche narrazioni collettive che obbligano a tener conto delle classi sociali. Per la prima volta, la produzione ideologica si concentra sulla creazione di una narrativa collettiva dell'emancipazione dell'individuo all'interno di una nuova società libertaria e benevola. Le questioni lavorative non vengono affrontate da una prospettiva collettiva, ma prendendo di mira l'individuo. Questa cultura (partecipazione e discorso) che rifiuta la lotta di classe, tende a nascondere o minimizzare l'importanza delle differenze di classe, copre la realtà con ciò che Clouscard designa e concettualizza come "seduzione" rinascita di sofismi per nuovi obiettivi:
"La seduzione è il potere del linguaggio indipendente dal concetto, indipendente dalla saggezza. Ad un certo punto, un discorso può sembrare avere il potere di annientare l'essere: è il discorso dell'apparire, il discorso della seduzione. La verità in quanto tale viene poi coperta."

### I livelli di iniziazione alla civiltà e di sfruttamento capitalista
Nel suo studio sull'antropologia della modernità, Il capitalismo della seduzione, Clouscard svela la sua critica all'ideologia della socialdemocrazia libertaria. Scritto sulla scia dell'elezione di François Mitterrand, quando Jack Lang era ministro della Cultura, questo libro racconta la nuova educazione permissiva che modella l'orizzonte esistenziale e concettuale dei giovani per portare nel mondo del lavoro non più pretese collettive, ma fantasie individuali. La società tradizionale ha assunto la partecipazione a compiti laboriosi e l'apprendimento del lavoro come principio di realtà, ma la civiltà della "fata dell'elettricità" abolisce il riferimento al dolore e al merito nella vita quotidiana. In passato l'emancipazione coincideva anche con l'integrazione nel mondo del lavoro, ma Clouscard mostra che il capitalismo, puntando e sviluppando nuovi mercati come le donne e i giovani, l'"emancipazione" inizia molto più da giovani. Denuncia così la funzione ideologica del femminismo mondano: la lavoratrice deve rivendicare il diritto allo sfruttamento e denunciare il marito lavoratore come "fallocrate", guerra civile nella classe operaia. Mentre il "giovane" che consuma senza essere produttivo, può accusare il padre lavoratore di mancanza di ampiezza di vedute. Si stabilisce quindi un legame di scambio simbolico con gli oggetti che condensano le promesse ideologiche, la fantasia dell'ideologia pubblicitaria e l'iniziazione alla civiltà della merce: la nuova civiltà capitalista produce una nuova alienazione che va dunque studiata e detta secondo i livelli iniziatici di questa società. Lo studio della frivolezza è determinante per comprendere la nuova lotta di classe e Clouscard sviluppa una metodologia che critica ma prende in prestito dalla modernità di Lévi-Strauss, che gli farà dire: «Le stesse persone che hanno accettato tutto da Lévi-Strauss, per il quale il sistema di parentela è strutturale dell'intersoggettività, non accetteranno che anche l'intersoggettività occidentale rientri in un sistema di parentela... [quello stabilito dalla borghesia]. Questo perché l'Occidente è più civilizzato [16]»
Il dispositivo complessivo è quello di un nuovo contratto sociale tra genitori bonari borghesi e figli "emancipati" ma "autonomi". Inoltre, il gentile incitamento dalla presenza di nuove merci che sono i segni del look (i jeans), il relazionale (il gruppo di amici che completa l'educazione"notturna" che la famiglia non può fornire), l'animazione meccanica del corpo (ritmi binari, armonie dell'impressionismo "psichedelico“), la modalità emancipativa del tempo libero (“ cannabis", rapporti sessuali), la regolazione delle contraddizioni e la selezione dei più resistenti (il godimento offre trappole come dipendenze, anomie, ecc. ).
Questo dispositivo è concettualizzato come l'emergere all'interno della società di mercato di una distribuzione "libera" di merci e segni, discorsi e modelli culturali emancipatori, ma a costo della sottomissione politica dei lavoratori al consumo immediato e “naturalizzato" delle nuove merci del capitalismo industriale leggero. E per i più poveri il consumo di segni di ricchezza (occhiali da sole) ma non della loro realtà (settimana a Miami): l'immaginario è così pregnante, il sistema dei significati "culturali" così marcato che Clouscard riassume e concettualizza l'operazione come "potlatch di una quota del plusvalore" nei confronti della classe operaia: una quota marginale del plusvalore estorto ai lavoratori adulti (in particolare uomini) serviva da capitale di partenza per la creazione di nuovi mercati per i futuri lavoratori sfruttati (giovani e donne). Attraverso l'incitamento morbido e graduale, la nuova economia politica capitalista è avanzata : economia i cui beni e modelli di consumo creano dipendenza. Clouscard nomina questa economia della prostituzione nel libro Rifondazione progressiva di fronte alla controrivoluzione liberale. Soprattutto il "potlatch di una quota del plusvalore" corrisponde all'oppressione "gentile" del neocapitalismo e tende a completare, anche a sostituirsi alla mera estorsione del plusvalore, che ha permesso di descrivere la situazione oggettiva della classe operaia nella società capitalista del XX secolo. La morale vittoriana codificava una situazione immanente alle condizioni oggettive dell'austerità, mentre l'antimoralità libertaria codifica la negazione del proletariato da parte di un'altra parte della classe operaia (i lavoratori): i nuovi strati intermedi.

### La contraddizione del liberalismo libertario: la crisi, ritorno del represso
"Il capitalismo virò a sinistra sul piano politico-culturale e virò a destra sul piano economico-sociale."
Michel Clouscard ha denunciato questa deriva dell'economia di mercato in un momento in cui il ciclo di alternanza tra recessione e ripresa ha introdotto disoccupazione e austerità come orizzonte strutturale per i lavoratori e in particolare per la classe operaia, e quindi ha consentito a una parte della classe operaia "soprannumeraria" e indebolito trova come sbocco l'industria del tempo libero e il "economia della prostituzione". Nel 1983 Clouscard terminò così Il capitalismo della seduzione:
"La crisi rivelerà la natura profonda di questo sistema : l'austerità (repressione economica sui lavoratori, essenzialmente la classe operaia) ha come corollario non solo il mantenimento, ma l'espansione del consumo socialdemocratico "libertario". È in piena crisi che nasce l'ideologia dell'informatizzazione della società al servizio della convivialità. Con l'aggravarsi dell'austerità, il fatturato dell'industria del tempo libero, del turismo e del piacere aumenta. I due sembrano essere in rapporto inverso. Il godimento "libertario" socialdemocratico è condizionato dal produttivismo, dall'inflazione, dalla disoccupazione, ecc."

## Critica del liberalismo libertario: genealogia della controrivoluzione

### Neokantismo contro lo Stato e la Volontà Generale: l'egemonia della società civile capitalista contro i cittadini
Castiga in particolare Sartre e gli si oppone al progetto umanista di Rousseau nella Critica del liberalismo libertario . Clouscard rimprovera la frammentata concettualizzazione della società ai più stimati pensatori del XX secolo . ( Freud, Barthes, Foucault, Lacan, ecc. ). Le figure della dialettica del frivolo e del serio che egli mette in luce nel suo studio dell'antropologia storica della società francese fin dal medioevo, fornendogli la base epistemologica per denunciare il discorso ideologico che codifica l'attuale promozione attiva della mercificazione della società in cambio della libertà di consumare i beni del dominio della frivolezza (il tempo libero, il principio del piacere). E per sollevare le incidenze delle metamorfosi dell'azienda in campo filosofico. La libertà di consumo precede l'esistenza concettuale della libertà per molti autori, per i quali l'oppressione di una classe da parte di un'altra non avrebbe posto in campo morale, per mancanza di una chiara base epistemologica. Da qui la polemica accademica contro questi autori. È l'egemonia della società civile in campo morale – logica privata – contro la questione dello Stato. Clouscard ricorda quindi le basi della modernità portate da Rousseau: la questione del Bene Comune e della Volontà Generale non può trovare posto nella contestualizzazione del dibattito morale all'interno della società civile. È la vittoria schiacciante della pratica sociale della società voluta dall'economia di mercato.

### Togliere i divieti imposti alla ricerca di un nuovo contratto sociale
Clouscard mostra che ciò che va ricordato da Rousseau è che lo Stato è concepito affinché la pratica sociale che coinvolge i cittadini consenta all'umanità di conformare ai suoi arbitrati un rapporto dialettico già operante tra il Fenomeno e il Noumeno. Questo non è accettabile per la filosofia neokantiana, tanto un sistema di proibizioni epistemologiche quanto un sistema di falsificazione della storia della filosofia. Quindi, secondo l'epistemologia neokantiana da lui denunciata, l'emergere di un dibattito morale collettivo non potrebbe essere perché è impossibile per la comprensione raggiungere il Noumeno, la Cosa-in-sé, la Totalità. Ma la storia della filosofia dominante ha evitato la critica hegeliana di Kant. L'evoluzione della comprensione umana è un mistero per Kant che si interroga speculativamente sull'esistenza di un giudizio sintetico a priori. Tuttavia Clouscard dimostra che la comprensione, i concetti progrediscono anche attraverso la Storia. Le contraddizioni camminano nel mondo e si risolvono nella prassi umana. Perché la prassi è la matrice determinante per rendere conto degli sviluppi, anche della comprensione legislativa. Così l'idealismo assoluto hegeliano e il materialismo dialettico e storico di Marx formano un fronte comune contro l'idealismo kantiano e infrangono le impasse legate all'“impossibilità di conoscere il Noumeno”. In realtà, l'umanità è legata al Noumenon da e attraverso la prassi (cfr. la tesi dell'isomorfismo della società civile e del corpo-soggetto). Praxis è già in relazione con il Fenomeno e il Noumeno. Al centro della storia vivente e delle relazioni sociali, delle crisi e delle contraddizioni dello Stato reale, la prassi pone l'uomo al centro di un Noumeno di cui si appropria della dimensione materiale negando l'Essere attraverso il processo produttivo e di cui concettualizza producendo rappresentazioni all'interno il percorso dialettico della prassi. Il processo produttivo concretizza già un sistema di relazioni dialettiche tra il Noumeno e il Fenomeno.

### L'esegesi fondamentale dell'unità dell'opera di Rousseau, pensatore dello Stato
Di conseguenza, l'esegesi dell'unità del progetto di Rousseau di Clouscard rivela che l'oggetto del suo lavoro è essenzialmente politico e mira a fare della questione dello Stato il legame tra la società civile e lo Stato, mentre il capitalismo – nei suoi fondamenti giuridici e nelle sue concrete pratica – fa prevalere la società civile, soggioga lo Stato agli interessi privati e confisca la sovranità politica del popolo. Clouscard rifiuta dunque le letture che fanno di Rousseau il precursore del romanticismo e dell'idealismo soggettivo, perché ciò significa che il posto concesso alla soggettività sarebbe in contraddizione con il progetto di armonia e “trasparenza” che Rousseau portava. In effetti, è come pensatore politico che l'autore del Contratto sociale espone le questioni dell'intersoggettività in Julie o la Novella Héloïse .
Scrive così “La nozione di democrazia è (ancora) un'operazione sintetica. [La legittimità politica] è nella coscienza unificata che poi decide il significato. Ciò rende possibile lo scambio – di coscienze – del contratto sociale. La democrazia è la modalità di relazione delle coscienze che hanno superato le loro contraddizioni per decidere sul senso della vita. La psiche e la democrazia uniscono la coscienza che così proclama il significato: il senso della sensibilità e il senso della ragione. Lo spirito – nel senso secolare del termine – si compie."
In occasione di questa lettura, i concetti di Rousseau vengono rielaborati alla luce della storia della filosofia: tanto perché il suo pensiero esistenziale e politico è troncato da Kant quanto perché troviamo un legame molto forte tra la sua concezione del rapporto natura-cultura e le sue idee sull'emancipazione politica dell'uomo da parte dello Stato, legame di cui Clouscard pensa all'unità e la modernità dopo Hegel e Marx. La sua tesi è che Rousseau sia tanto il pensatore più serio della psiche e della democrazia nella prospettiva di uno stato socialista quanto l'innegabile precursore del materialismo dialettico e storico, cioè della trasformazione dell'uomo nell'uomo. La lettura di Clouscard permette di conciliare il "progetto marxista" con la democrazia, e il suo studio fa da sfondo teorico alle sue proposte per un Parlamento del Lavoro Collettivo.

## Mercato del Desiderio o Parlamento del Lavoro Collettivo

### Un "moralista" marxista o conoscitore della morale?
Poiché Clouscard intende fornire un avanzamento teorico che permetta di rifondare lo Stato socialista, e poiché è imperativo ripristinare anche l'intersoggettività nel dibattito democratico, la sua ricerca affronta nuove questioni per studiare il significato sociale della morale per lo Stato. Il consenso del liberalismo libertario richiede di "deregolamentare" la moralità, poiché ogni regola si oppone allo sviluppo potenziale di un nuovo mercato, le regole morali non sfuggono a questo principio dello stadio ultimo del capitalismo in cerca di nuovi sbocchi. Clouscard sviluppa poi lo studio di un significato socialista della moralità. La sua visione non è repressiva ma rafforzante. L'obiettivo è comprendere il costo sociale della permissività e le conseguenze di una pratica “deregolamentata”.
In effetti, la tesi fondamentale di Clouscard sull'evoluzione del capitalismo è che ora mira a una soggettività da schiavizzare al fine di creare una fedeltà di tutti al modello della società tanto quanto nuovi mercati come il nuovo mercato del desiderio. La sua critica alla nuova economia politica mostra il legame tra l'apparire del modo di produzione di massa, l'industria leggera e le capacità effettive di creare una società edonistica, cioè quella che sfugge alla mancanza... e l'apparizione di nuove merci fondamentali come alcol, droghe, sesso, violenza, giochi. Il principio del piacere del capitalismo si ripaga con il più discutibile dei suoi principi di realtà: lo sfruttamento dell'uomo sull'uomo, la mercificazione, ecc.

### Riconciliare il principio di realtà e il principio di piacere: Parlamento del Lavoro Collettivo
Per risolvere la contraddizione sociale determinata dai rapporti conflittuali tra le classi sociali, Michel Clouscard ha proposto di aggiungere un Quarto Potere ai Tre Poteri auspicati da Montesquieu . Quella di una Camera dei rappresentanti del mondo del lavoro in cui si dibatterebbero le grandi opzioni della società. Questa è una proposta di gestione democratica e autogestita da parte di tutti i lavoratori. Sviluppò il principio di un Parlamento del Lavoro Collettivo, in particolare nelle sue opere Les Métamorphoses de la lutte des classes e Refondation progressiste .
Nelle sue opere, in particolare Refondation progressiste, riprenderà ciò che designerà come un appello per un'etica immanente alla produzione morale delle condizioni di esistenza, battezzata etica della prassi. Sottolinea l'urgenza di una morale provvisoria di fronte al liberalismo libertario e la necessità di un'etica basata sull'equilibrio tra produzione e consumo. L'obiettivo non è creare un nuovo moralismo, ma gettare le basi di una riflessione etica universale che permetta di conciliare il frivolo e il serio, il consumo e la produzione.

## Crazy Love e la genesi dell'Occidente
Michel Clouscard non è solo un filosofo che aggiorna la teoria marxista, è anche interessato all'articolazione della psiche con la dimensione politica ed economica dell'Occidente. Nel Traite de l'Amour-Fou mostra come decollerà una nuova civiltà, prendendo come punto di partenza il mito di Tristano e Isotta. I barbari, conquistando l'Impero Romano, integreranno le componenti cristiane per arrivare a un processo produttivo feudale, significativamente diverso dal sistema di parentela che governa le società tribali. Senza dire la necessità politica, il mito di Tristano e di Isotta insinuerà i nuovi rapporti politici e intersoggettivi nello spirito delle classi feudali. Sostituendo il diritto di sangue con una filiazione elettiva – il vincolo di vassallaggio – l'influenza della Chiesa cambierà la poligamia endogamica in monogamia esogamica. Il complesso edipico viene abbandonato attraverso la "famiglia capovolta", la famiglia elettiva. Tristano deve istituire il servizio feudale [servizio di guerra e di corte] che consentirà la realizzazione della famiglia al contrario. Yseult, moglie e nipote del re Morhold d'Irlanda, salva Tristan contro ogni tradizione tribale per conquistare il nuovo regno del sentimentalismo. Tristano, uccidendo Morhold, completa definitivamente il complesso di Edipo. Avendo inavvertitamente bevuto una pozione magica, Tristan confessa il suo amore per Yseult, promesso sposo al re di Cornovaglia, Marc, sovrano di Tristan. Nonostante il suo matrimonio, Yseult fuggì con lui nella foresta per soddisfare il loro folle amore. Come prima “donna liberata”, acquisisce una (piccola) libertà individuale, alla quale è attribuita una dimensione politica in quanto principessa. Modesto progresso, premessa per il futuro. Le condizioni di vita nella foresta non essendo soddisfacenti per aristocratici come loro, i due amanti accettano il perdono di re Marco, rappresentando il principio della realtà economica e politica. La coscienza che accetta il Proibito è l'antitesi della trasgressione poi propugnata dal liberalismo. Essendo la vendetta la regola in un sistema tribale, il perdono del re è un'ulteriore indicazione dell'influenza cristiana esercitata sul mito. Il cavaliere bandito e incapace di dimenticare il suo amore, cerca la morte in battaglie eroiche in Bretagna. Yseult lo segue nella sua morte. Pur rispettando i codici del potere feudale, questa morte simboleggia la bella morte grazie all'amore. “Il mito sintetizza mirabilmente la libertà individuale e l'inesorabile del diritto, della libertà e della necessità". L'interpretazione di Michel Clouscard è diametralmente opposta a quella di Denis de Rougemont esposta ne L'Amour et l'Occident, che vede nel mito l'esaltazione della passione combattendo la morale cristiana.

## Polemica contro i freudo-marxisti
Questa mercificazione, che è il segno stesso dell'egemonia della società liberale dell'economia di mercato, quindi del trionfo delle classi possidenti sui produttori, sarà tuttavia presentata come una vittoria per gli operai dalla maggior parte dei freudo-marxisti, come Marcuse o Deleuze, contro cui Michel Clouscard si lascia travolgere in un lavoro teorico con verve da pamphlet: Néo-fascisme et idéologie du désir.
"Marx si dedicò esclusivamente allo studio della concentrazione del capitale, perché è il principio dell'economia politica . Si propone lo studio della deriva dell'accumulazione come principio di conoscenza fenomenologica della mutazione della borghesia della libera impresa alla borghesia dei servizi e delle funzioni della società liberale. Quindi sveleremo un enorme non detto: quello della genealogia di questa società liberale."

## Influenze di Michel Clouscard
È influenzato da Georg Lukács, Henri Lefebvre, Lucien Goldmann, Marcel Mauss.

### Domenico Pagani
Accanto a Michel Clouscard, Dominique Pagani pubblica molti video popolari del suo lavoro, la cui vicinanza sottolinea Le Monde Diplomatique durante la pubblicazione del libro Pagani without devis. Michel Clouscard gli dedica il suo libro Le capitalisme de la séduction, in cui Dominique Pagani ha contribuito a modellare alcuni passaggi, in particolare quelli che affrontano la sociologia del consumo musicale.

## Opere
- Opere nella prima edizione francese
  - L'Être et le Code, Éditions Mouton, 1972 ; réédition L'Harmattan, 2004, ISBN 978-2747555302.
  - Néo-fascisme et idéologie du désir, 1973 ; réédition : Le Castor Astral, 1999 ;  réédition Delga 2008, ISBN 978-2-915854-10-7.
  - Le Frivole et le Sérieux, Albin Michel, 1978 ;  réédition Delga., 2010 ISBN 978-2915854206
  - Le Capitalisme de la séduction - Critique de la social-démocratie, Éditions sociales 1981,  Réédition Delga 2006, ISBN 978-2209054572.
  - La Bête sauvage, Métamorphose de la société capitaliste et stratégie, Éditions sociales, 1983.
  - De la modernité : Rousseau ou Sartre, Messidor / Éditions sociales, 1985.
  - Les Dégâts de la pratique libérale libertaire ou les métamorphoses de la société française, Nouvelles Éditions du Pavillon, 1987;  réédition Delga, 2020, ISBN 9782376071822.
  - Traité de l'amour fou. Genèse de l'Occident, Scandéditions-Éditions sociales, 1993, ISBN 978-2209068623.
  - Les Métamorphoses de la lutte des classes, Le Temps des Cerises, 1996, ISBN 978-2841090716.
  - Refondation progressiste face à la contre-révolution libérale, Éditions L'Harmattan, 2003, ISBN 978-2747553070.
  - Critique du libéralisme libertaire : Généalogie de la contre-révolution,1986, Réédition 2006,  Delga,ISBN 2-915854-01-7.
  - La production de l'« individu »,  Delga, 2011, ISBN 978-2915854275.
  - Les chemins de la praxis, fondements ontologiques du marxisme, Paris Delga, 2015, ISBN 978-2-915854-79-4
- Opere nella traduzione italiana
  - Il capitalismo della seduzione. Critica della social-democrazia libertaria, Ursae Coeli, Milano, 2019

### Filmografia
- Ossian Gani e Fabien Trémeau, Tutto è permesso ma niente è possibile. Un documentario sul pensiero di Michel Clouscard, Les Films des trois univers e Éditions Delga, 2011.